# Gordon R. Dickson

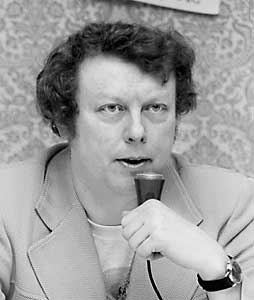
Gordon R. Dickson

Gordon Rupert Dickson (Edmonton, 1 november 1923 - 31 januari 2001) was een Canadees-Amerikaans sciencefiction- en fantasyschrijver.
In 1936 verhuisde Dickson naar de Verenigde Staten, na de dood van zijn vader. Hij studeerde aan de universiteit van Minnesota tegelijk met Poul Anderson, met wie hij zijn eerste verhaal Trespass! (1950) schreef.
In de Tweede Wereldoorlog diende hij in het Amerikaanse leger.
Dickson schreef 55 romans en meer dan 100 korte verhalen. De Childe Cycle ook wel Dorsai cyclus genoemd) is het bekendst. Dickson won de Hugo Award drie keer: met het kort verhaal Soldier, Ask Not in 1965, de novelle Lost Dorsai in 1981 en in hetzelfde jaar met de 'novelette' The Cloak and the Staff. De Nebula Award werd hem toegekend voor de novelette Call Him Lord in 1966.
Dickson was voorzitter van de Science Fiction and Fantasy Writers of America van 1969 - 1971.

### Childe Cycle
1. The Genetic General (1960 - later gepubliceerd als Dorsai!, 1976) (nl: Dorsai andermaal)
2. Necromancer (1962) (andere titel: No Room for Man)
3. Soldier, Ask Not (1967) (nl: Sterrenleger)
4. The Tactics of Mistake (1970) (nl: De tactiek van de vergissing)
5. The Spirit of Dorsai (1979) (nl: De geest van de Dorsai)
6. Lost Dorsai (1980)
7. The Final Encyclopedia, deel 1 (1984) / The Final Encyclopedia, deel 2 (1997)
8. The Dorsai Companion (1986) ( bundel van The Spirit of Dorsai en Lost Dorsai)
9. The Chantry Guild (1988)
10. Young Bleys (1991)
11. Other (1994)
12. Antagonist (met David W. Wixon) (2007)

### The Dragon and the George-serie
1. The Dragon and the George (1976)
2. The Dragon Knight (1990)
3. The Dragon on the Border (1992)
4. The Dragon at War (1992)
5. The Dragon the Earl, and the Troll (1994)
6. The Dragon and the Djinn (1996)
7. The Dragon and the Gnarly King (1997)
8. The Dragon in Lyonesse (1998)
9. The Dragon and the Fair Maid of Kent (2000)

### Hoka-serie
- Earthman's Burden (1957) (met Poul Anderson) (inhoud anders onder de titel: Hoka! Hoka! Hoka!) (1998) —verzameling verhalen gepubliceerd 1951 - 1956
- Hoka! (1983) (met Poul Anderson)
- Star Prince Charlie (1983) (met Poul Anderson)
- Hokas Pokas! (2000) (met Poul Anderson) (inclusief Star Prince Charlie)

### Overige romans
- Alien from Arcturus (1956) (inhoud anders onder de titel:  Arcturus Landing)
- Mankind on the Run (1956) (andere titel: On the Run, 1979)
- Time to Teleport (1960)
- Naked to the Stars (1961)
- Spacial Delivery (1961)
- Delusion World (1961)
- The Alien Way (1965)
- The Space Winners (1965)
- Mission to Universe (1965) (herzien: 1977)
- The Space Swimmers (1967)
- Planet Run (1967) (met Keith Laumer)
- Spacepaw (1969)
- Wolfling (1969)
- None But Man (1969)
- Hour of the Horde (1970)
- Sleepwalker's World (1971) (nl: Wolfsjong of Wereld der zombies)
- The Outposter (1972)
- The Pritcher Mass (1972)
- Alien Art (1973)
- Lifeship (1976 - met Harry Harrison) (andere titel: Lifeboat)  (nl: Reddingsschip)
- TimeStorm (1977)
- The Far Call (1978) (nl: De lokkende verte)
- Home from the Shore (1978)
- Pro (1978) (geïllustreerd door James R. Odbert) {Ace Books Illustrated Novel}
- Masters of Everon (1980)
- The Last Master (1984)
- Jamie the Red (1984) (met Roland Green)
- The Forever Man (1986)
- Way of the Pilgrim (1987)
- The Earth Lords (1989)
- Wolf and Iron (1990)
- The Magnificent Wilf (1995)
- The Right to Arm Bears (2000) omnibus van Spacial Delivery, Spacepaw, etc.

### Korte verhalen (bundels)
- Lulungomena (1953) (kort verhaal) verschenen in de verhalenbundel Deep Space (nl: Het verre Centaurus)
- Sleight of Wit (1961) (kort verhaal) (nl: Kunstgreep)
- Warrior (1965) (kort verhaal) verschenen in Lost Dorsai
- Danger—Human (1970) (andere titel: The Book of Gordon Dickson, 1973)
- Mutants (1970)
- The Star Road (1973)
- Ancient, My Enemy (1974)
- Gordon R. Dickson's SF Best (1978) (herzien: In the Bone, 1987)
- In Iron Years (1980)
- Love Not Human (1981)
- The Man from Earth (1983)
- Dickson! (1984) (herzien: Steel Brother {1985})
- Survival! (1984)
- Forward! (1985)
- Beyond the Dar Al-Harb (1985)
- Invaders! (1985)
- Steel Brother (1985)
- The Man the Worlds Rejected (1986)
- Mindspan (1986)
- The Last Dream (1986)
- The Stranger (1987) (een collectie korte verhalen)
- Guided Tour (1988)
- Beginnings (1988)
- Ends (1988)
- The Human Edge (2003)

### Kinderboeken
1. Secret under the Sea (1960)
2. Secret under Antarctica (1963)
3. Secret under the Caribbean (1964)

- Secrets of the Deep (1985) (omnibus van de bovenstaande 3 boeken)